# Epidemia de peste en la Gran Guerra del Norte
El brote de peste en la Gran Guerra del Norte fue una epidemia de peste durante la Gran Guerra del Norte (1700-1721) en muchas ciudades y áreas alrededor del Mar Báltico y Europa Centro Oriental con un pico de 1708 a 1712. Esta epidemia fue probablemente parte de una pandemia que afectaba a una zona desde Asia Central hasta el Mediterráneo. Muy probablemente a través de Constantinopla, se extendió a Pińczów en el sur de Polonia, donde se registró por primera vez en un hospital militar sueco en 1702. La plaga siguió entonces las rutas comerciales, de viaje y del ejército, llegó a la costa báltica en Prusia en 1709, afectó a zonas alrededor del mar Báltico en 1711 y llegó a Hamburgo en 1712. Por lo tanto, el curso de la guerra y el curso de la peste se afectaron mutuamente: mientras que los soldados y refugiados eran a menudo agentes de la peste, el número de muertos en el ejército, así como la despoblación de las ciudades y las zonas rurales a veces afectaban gravemente la capacidad de resistir a las fuerzas enemigas o de suministrar tropas.
Esta plaga fue la última que afectó a la zona alrededor del Báltico, que había experimentado varias olas de la peste desde la Peste Negra del siglo XIV. Sin embargo, para algunas áreas, fue la más grave. Las personas murieron a los pocos días de mostrar los síntomas por primera vez. Especialmente en la costa oriental, desde Prusia hasta Estonia, la cifra media de muertes en amplias zonas fue de hasta dos tercios o tres cuartas partes de la población, y muchas granjas y aldeas quedaron completamente aisladas. Sin embargo, es difícil distinguir entre las muertes debidas a una infección auténtica por peste y las muertes debidas a la inanición y otras enfermedades que se propagan junto con la peste. Mientras que los bubones se registran entre los síntomas, los medios contemporáneos de diagnóstico fueron mal desarrollados, y los registros de muerte a menudo son inespecíficos, incompletos o perdidos. Algunas ciudades y zonas se vieron afectadas sólo durante un año, mientras que en otros lugares la plaga se repitió anualmente a lo largo de varios años posteriores. En algunas zonas, se registra una cifra de muertes desproporcionadamente alta para los niños y las mujeres, que puede deberse a la hambruna y a la selección de los hombres.
Como la causa de la peste era desconocida para los contemporáneos, con especulaciones que llegaban desde causas religiosas sobre el "mal aire" hasta la ropa contaminada, el único medio para combatir la enfermedad era la contención, para separar a los enfermos de los sanos. Cordones sanitarios se establecieron alrededor de ciudades infectadas como Stralsund y Königsberg; uno también se estableció alrededor de todo el Ducado de Prusia y otro entre Escania y las islas danesas a lo largo del estrecho de Øresund, con Saltholm como la estación central de cuarentena. "Casas de peste" para poner en cuarentena a las personas infectadas se establecieron dentro o antes de las murallas de la ciudad. Un ejemplo de esto último es la Charité de Berlín, que se salvó de la peste.

## Contexto
Los brotes locales de la peste se agrupan en tres pandemias de peste, por lo que las respectivas fechas de inicio y finalización y la asignación de algunos brotes a una u otra pandemia todavía están sujetas a discusión. Según Joseph P. Byrne de la Universidad de Belmont, las pandemias eran:
- la primera pandemia de peste de 541 a ~750, extendiéndose desde Egipto hasta el Mediterráneo (comenzando con la Peste de Justiniano) y el noroeste de Europa.[2]
- la segunda pandemia de peste de ~1345 a ~1840, extendiéndose desde Asia Central hasta el Mediterráneo y Europa (comenzando con la Peste Negra),y probablemente también a China.[2]
- la tercera pandemia de peste de 1866 a la década de 1960, extendiéndose desde China a varios lugares del mundo, en particular la costa oeste estadounidense y la India.[3]

Sin embargo, la muerte negra medieval tardía a veces no se ve como el comienzo de la segunda, sino como el final de la primera pandemia - en ese caso, el inicio de la segunda pandemia sería 1361; las fechas finales de la segunda pandemia dada en la literatura también varían, por ejemplo ~ 1890 en lugar de ~ 1840.
La plaga durante la Gran Guerra del Norte se enmarca dentro de la segunda pandemia, que a finales del siglo XVII tuvo su recurrencia final en Europa occidental (por ejemplo, la Gran Plaga de Londres) y, en las recurrencias finales del siglo XVIII en el resto de Europa (por ejemplo, la peste durante la Gran Guerra del Norte en los alrededores del mar Báltico, la Gran Plaga de Marsella en el sur de Europa, y la peste rusa en Europa oriental), siendo a partir de entonces confinada a brotes menos graves en los puertos del Imperio Otomano hasta la década de 1830.
A finales del siglo XVII, la peste se había retirado de Europa, haciendo una última aparición en el norte de Alemania en 1682 y desapareciendo del continente en 1684. La ola posterior que golpeó Europa durante la Gran Guerra del Norte muy probablemente tuvo sus orígenes en Asia Central, extendiéndose a Europa a través de Anatolia y Constantinopla en el Imperio Otomano. Georg Sticker contagió esta epidemia como el "período 12" de epidemias de peste, registrada por primera vez en Ahmedabad en 1683 y hasta 1724 afectando a un territorio desde la India sobre Persia, Asia Menor, el Levante y Egipto a Nubia y Etiopía, así como a Marruecos y el sur de Francia por un lado y a Europa Central Oriental hasta Escandinavia por otro. Constantinopla fue alcanzado en 1685 y siguió siendo un sitio de infección durante los años siguientes. Esporádicamente, la plaga había entrado en la República de las Dos Naciones desde 1697, sin embargo, la ola de la peste que se reunió y siguió a los ejércitos de la Gran Guerra del Norte se registró por primera vez en Polonia en 1702.
Junto con la peste, otras enfermedades como la disentería, la viruela y la fiebre manchada se propagaron durante la guerra, y al menos en algunas regiones la población se encontró con ellas mientras se muere de hambre. Ya en 1695-1697, una gran hambruna ya había golpeado Finlandia (número de muertos entre un cuarto y un tercio de la población), Estonia (número de muertos alrededor de una quinta parte de la población), Livonia y Lituania (donde la hambruna, así como epidemias y guerras mataron a la mitad de la población del Gran Ducado de Lituania entre 1648 y 1697). Además, el invierno de 1708-1709 fue excepcionalmente largo y severo; Como resultado, la semilla de invierno se congeló hasta la muerte en Dinamarca y Prusia, y el suelo tuvo que ser arado y labrado de nuevo en la primavera.

## Sur de Polonia (1702-1706)
En 1702, los ejércitos de Carlos XII de Suecia habían repelido y emprendido la persecución de los ejércitos de Augusto el Fuerte, Elector de Sajonia, rey de Polonia y Gran Duque de Lituania, derrotándolos en julio en Klissow cerca de Pińczów en el Nida en el sur de Polonia. En su hospital militar en Pińczów, el ejército sueco sufrió sus primeras infecciones de peste de soldados, registradas sobre la base de informes de "personas confiables de esa misma tierra" por el médico danzig (Gdańsk) Johann Christoph Gottwald. En Polonia, la peste reapareció en varios lugares hasta 1714.
Durante los dos años siguientes, la peste estalló en Rutenia, Podolia y Volinia, con Leópolis (Lemberg, Lwów) sufriendo alrededor de 10 000 muertes por peste en 1704 y 1705 (40% de todos los habitantes). De 1705 a 1706, también se registraron casos de peste en la República de las Dos Naciones en Kołomyia (Kolomyja, Kolomea), Stanisławów (Stanislaviv, Stanislau), Stryi (Stryi), Sambir (Sambir), Przemyśl y Jarosław.

## Propagación en la República de las Dos Naciones después de 1706
Después de la incursión sueca, la República de las Dos Naciones se encontraba en un estado de guerra civil entre la Confederación de Varsovia, apoyando al rey pro-sueco Estanislao I Leszczyński, y a la Confederación de Sandomierz, apoyando a los adversarios de Suecia, es decir, el zar ruso y Augusto el Fuerte, que se vio obligado a abdicar en 1706 por Carlos XII.
En 1707, la plaga llegó a Cracovia, donde según Frandsen (2009) 20 000 personas murieron en tres años, según Sticker (1905) 18.000 personas en dos años, la mayoría en 1707, y según Burchardt et al. (2009) 12.000 personas entre 1706 y 1709. Desde Cracovia, la plaga se extendió a la Pequeña Polonia (los alrededores), Mazovia (incluyendo la ciudad de Varsovia) y la Gran Polonia con las ciudades de Ostrów, Kalisz (Kalisch) y Poznań (Posen). En Varsovia, 30 000 personas murieron en epidemias de peste recurrentes anualmente entre 1707 y 1710. Poznań perdió alrededor de 9 000 personas, alrededor de dos tercios de sus 14 000 habitantes, a la peste entre 1707 y 1709. En 1708, la peste se extendió hacia el norte hasta la ciudad de Toruń (Thorn), devastada por la guerra, en la Prusia Real, matando a más de 4 000 personas.
Cuando la noticia de la peste en Polonia llegó al Reino de Prusia, entonces todavía neutral en la guerra, se tomaron precauciones para evitar que se extendiera a través de la frontera. A partir de 1704, los certificados sanitarios eran obligatorios para los viajeros procedentes de Polonia. A partir de 1707, un amplio cordón sanitario extendió alrededor de la frontera del antiguo Ducado de Prusia, y aquellos que cruzaban en el exclave prusiano fueron puestos en cuarentena. Sin embargo, la frontera era larga y boscosa, y no todas las carreteras podían ser custodiadas; por lo tanto, los puentes fueron demolidos, se bloquearon carreteras menores y se dieron órdenes de ahorcar a la gente evitando los cruces vigilados y quemar o fumigar todas las mercancías entrantes. Sin embargo, hubo muchas exenciones para las personas con fincas u ocupaciones transfronterizas, a las que se les permitió pasar libremente.

## Extensión alrededor del mar Báltico (1708-1713)

### Prusia

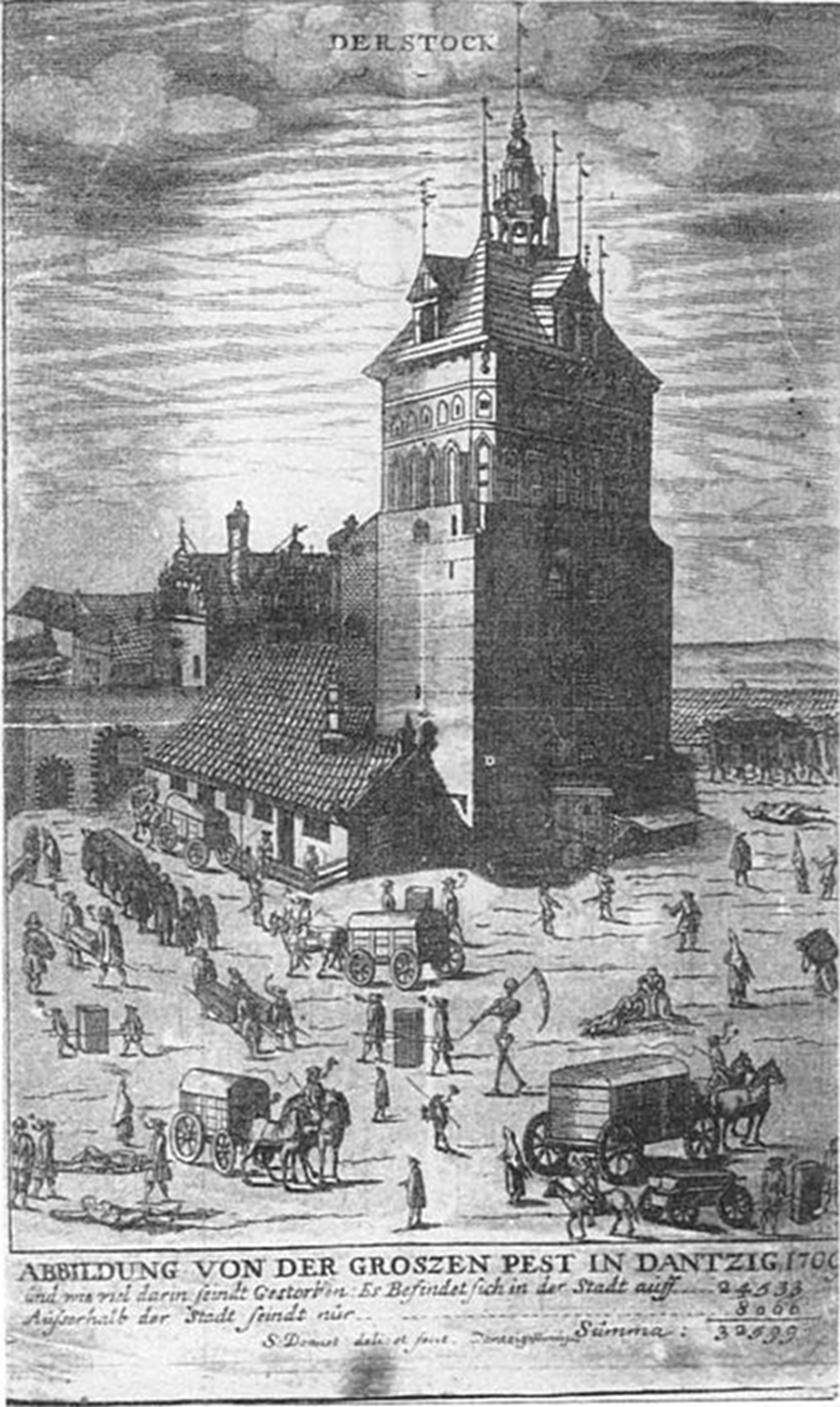
Samuel Donnet: Ilustración de la Gran Peste en Danzig (Gdańsk) 1709, xilografía contemporánea con una anotación señalando el número de muertos

Pocos días después de que un funcionario prusiano en Działdowo remitió la información de que el 18 de agosto de 1708 la peste había llegado a la aldea de Piekielko, en el lado polaco de la frontera, la epidemia había cruzado a la aldea de Białuty, en el lado prusiano, matando a la mayoría de sus habitantes en un mes. Las autoridades prusianas reaccionaron conteniendo el pueblo con una empalizada; sin embargo, los sobrevivientes, dirigidos por el reverendo local, ya se habían refugiado en los bosques cercanos. El 13 de septiembre de 1708, un funcionario prusiano de Olsztynek informó que la peste había sido traída a esta pequeña ciudad fronteriza por el hijo de la nutria local que regresaba del servicio polaco. En diciembre, 400 personas habían muerto en Olsztynek. Mientras que la peste se desvaneció durante el duro invierno, la comida se volvió escasa debido a las contribuciones de guerra y el reclutamiento, y el cordón sanitario y las restricciones respectivas fueron levantadas por edicto el 12 de julio de 1709.
En enero de 1709, la plaga llegó a Pillupönen (ahora Nevskoye en el Óblast de Kaliningrado) en el este rural prusiano, y al final del invierno llegó a Danzig (Gdansk). Danzig, en ese momento una ciudad en gran parte autónoma, protestante y de habla alemana en Prusia real polaca, se había convertido en una de las ciudades más grandes de la zona alrededor del mar Báltico debido a su posición como centro entre el comercio polaco (a través del Vístula) y el comercio internacional (a través del mar Báltico). Aunque hasta ahora había evitado participar en la guerra, el conflicto la había afectado indirectamente por una reducción de su volumen comercial, el aumento de los impuestos y la escasez de alimentos. El ayuntamiento adoptó una doble estrategia de minimizar activamente la plaga al mundo exterior, especialmente a los socios comerciales de Danzig, manteniendo así la ciudad abierta y permitiendo que el comercio internacional y local continuara con pocas restricciones, mientras que al mismo tiempo se suavizaron las restricciones a los entierros debido a la escasez de ataúdes y se designó la muerte de muchos excavadores de tumbas, casas de plagas y nuevos cementerios, y se implementó una "comisión de salud" para organizar las medidas contra la peste para, por ejemplo, recopilar informes semanales de los médicos y proporcionar alimentos a las víctimas de la peste. Hasta finales de mayo, parecía que la plaga no sería tan grave, y los informes de la comisión de salud eran abiertamente accesibles. Sin embargo, la plaga no fue contenida y se extendió desde las casas de la peste a los suburbios más pobres y el campo circundante, y a partir de principios de junio el número de muertos aumentó significativamente. Los informes de la comisión de salud fueron declarados secretos. Cuando la peste se desvaneció en diciembre de 1709 para nunca regresar a Danzig, la ciudad había perdido alrededor de la mitad de sus habitantes.
La siguiente gran ciudad al este de Danzig era Königsberg en el reino prusiano, que hasta ahora se había beneficiado de la guerra al hacerse cargo de parte del comercio livoniano sueco y polaco. En preparación para la plaga, se creó un Collegium Sanitatis (comisión de salud), incluyendo médicos de la universidad y destacados funcionarios civiles y militares de la ciudad. La plaga llegó en agosto de 1709, probablemente llevada por un marinero danzig. El gobierno provincial fue exiliado a Wehlau, mientras que el canciller, von Creytzen, permaneció en Königsberg y continuó trabajando como presidente del Collegium Sanitatis, que se reunía a diario. Las murallas de la ciudad fueron tripuladas por los militares, los ladrones fueron reclutados para vigilancia vecinal, se contrató a personal médico y de otro personal, vestidos con ropa negra encerada y alojados en edificios separados. Mientras que al principio las autoridades de la ciudad restaron importancia a la plaga, que había alcanzado su punto máximo a principios de octubre y luego disminuyó, este enfoque fue abandonado cuando el número de muertos volvió a aumentar significativamente en noviembre. Sin previo anuncio público, se implementó un cordón sanitario alrededor de la ciudad, sellándolo completamente del campo circundante del 14 al 15 de noviembre al 21 de diciembre de 1709. Cuando la plaga se había retirado completamente de Königsberg a mediados de 1710, más de 9.500 habitantes habían muerto, alrededor de una cuarta parte de su población.
Situada entre Danzig y Königsberg, la ciudad de Elbing (Elblag) se infectó a finales de septiembre de 1709, probablemente por zapateros que viajaban desde Silesia. Inusual en comparación con la peste en otros lugares, la plaga de Elbing alcanzó su punto máximo en octubre de 1709, se desvaneció en el invierno, alcanzó su punto máximo de nuevo en la primavera de 1710, se desvaneció en el verano, y alcanzó su punto máximo por última vez en el otoño antes de desaparecer en el invierno, después de haber matado a unas 1.200 personas o al 15% de la población cada año. Esto llevó a Frandsen (2009) a especular si fue realmente la plaga la que se desató en Elbing, un análisis exhaustivo es sin embargo difícil debido a la pérdida de los récords de plagas de la ciudad en la Segunda Guerra Mundial. Por otro lado, algunos ladrones de Elbing se beneficiaron de la peste en las ciudades vecinas en la medida en que a sus capitanes se les permitió entrar en casas no infectadas en Königsberg y, según Frandsen (2009), "llevaron a cabo un comercio ilegal, pero probablemente muy útil y lucrativo entre Königsberg y Danzig". Elbing había protegido a su población protegiendo sus muros y imponiendo una cuarentena de 40 días a las personas entrantes.
Sin embargo, Prusia Oriental (el antiguo Ducado de Prusia, desde 1701 una provincia del reino con el mismo nombre), donde la peste había ocurrido por primera vez a finales de 1708 (ver arriba) y regresó de 1709 a 1711, perdió más de 200 000 y hasta 245 000 habitantes, que era más de un tercio de su población de ~ 600 000. Los campesinos se habían visto debilitados por los fracasos de los cultivos y presionados por los altos impuestos: mientras que el 38.4% de los súbditos del rey Federico vivían en Prusia oriental, los ingresos recogidos de esta provincia representaron sólo el 16.4% de los ingresos fiscales totales del reino a finales del siglo XVII, a partir de entonces los impuestos para los campesinos se incrementaron en un 65% desde el estallido de la guerra en 1700 hasta el estallido de la peste en 1708. Cuando el duro invierno de 1708-1709 anuló la semilla invernal, la disentería y el tifus del hambre debilitaron aún más a la población. Como consecuencia, según Kossert (2005), "los campesinos eran fáciles de orar por la plaga, ya que su condición física era miserable", y 10 800 granjas estaban completamente desiertas. Especialmente afectadas fueron las regiones con una población sustancial no alemana: Masuria en el sur, así como los condados orientales con una población campesina lituana sustancial. Alrededor de 128 000 personas murieron en los ämter (distritos rurales) de Insterburg, Memel, Ragnit y Tilsit, y el número de aldeas pobladas completamente por lituanos se hundió de 1 830 antes de la peste a 35 a partir de entonces. Mientras que los indígenas, incluida la población lituana, fueron incluidos en las medidas de repoblación posteriores, la composición étnica de la provincia cambió con el asentamiento de inmigrantes de habla mayoritariamente alemana, la mayoría de los cuales eran protestantes que buscaban refugio de la persecución religiosa (Exulanten).

### Brandeburgo
En noviembre de 1709, cuando el rey prusiano Federico I regresó a Berlín de una reunión con el zar ruso Pedro el Grande, el rey tuvo un extraño encuentro con su esposa Sofía Louise, que con un vestido blanco y con las manos ensangrentadas le señaló diciendo que la plaga devoraría al rey de Babilonia. Como había una leyenda de una Dama Blanca que predijo la muerte del Hohenzollern, Frederick tomó en serio el arrebato de su esposa y ordenó que se tomaran precauciones para su ciudad de residencia. Entre otras medidas, ordenó la construcción de una casa de plagas fuera de las murallas de la ciudad, la Charité de Berlín.
Mientras que la plaga finalmente salvó Berlín, se desató en las regiones nororientales de Brandeburgo, afectando a la Nueva Marcha (Neumark) en 1710 y la Uckermark, donde Prenzlau fue infectado el 3 de agosto de 1710. Allí, el ejército prusiano impuso una cuarentena y clavó casas donde vivían personas infectadas. En enero de 1711, 665 personas habían muerto de la peste en Prenzlau y fueron enterradas en las murallas de la ciudad, y la cuarentena fue levantada el 10 de agosto de 1711.

### Pomerania
En agosto de 1709, la peste llegó a la pequeña ciudad sueca de Pomerania (Alt-)Damm (ahora Dąbie) en la orilla oriental del río Oder, matando rápidamente a 500 habitantes. Stettin (ahora Szczecin), la capital de Pomerania sueca situada en la orilla opuesta del río, reaccionó aislando la ciudad con un cordón sanitario custodiado. Las precauciones tomadas en Stettin desde la llegada de la plaga en Danzig incluyeron restricciones para los viajeros, especialmente las familias de los soldados que regresaban de la Polonia ocupada por Suecia después de la batalla perdida de Poltava (8 de julio de 1709), y la prohibición de los frutos en los mercados de la ciudad, ya que se creía que los frutos transmitían la enfermedad. Según Zapnik (2006), las esposas de los soldados que regresaban y que tuvieron contacto con las zonas afectadas por la peste alrededor de Poznań eran probablemente los transmisores de la plaga a Pomerania. Después del brote en Damm, la ruta de correo que conecta Stettin con Stargard en la provincia prusiana adyacente de Pomerania a través de Damm fue reubicada en Podejuch. A pesar de las precauciones, la plaga estalló en Warsow, justo al norte de Stettin, y a finales de septiembre también dentro de las paredes de Stettin, transmitida por una mujer local que había proporcionado comida a su hijo en Damm. Al igual que en Danzig (ver arriba), el ayuntamiento restó importancia a los casos de peste para no afectar el comercio de Stettin, sino que también creó una comisión de salud y casas de plagas y contrató personal para tratar con los infectados.
La situación se agravó en octubre de 1709, cuando el cuerpo del ejército sueco comandado por el Pomerania sueco Ernst Detlof von Krassow entró en Pomerania. El cuerpo de Krassow, junto con unidades del rey polaco Estanislao I Leszczynski, no había logrado reforzar el ejército del rey Carlos XII de Suecia en Poltava, ya que su avance hacia el este fue bloqueado por las fuerzas rusas y polaco-lituanas cerca de Leópolis (Lviv, Lwow). Cuando Carlos fue derrotado en Poltava, muchos magnates polaco-lituanos pasaron de apoyar a Stanislaw I a apoyar a Augusto el Fuerte, y bajo la persecución de las fuerzas rusas y sajonas, el cuerpo de Krassow se retiró hacia el oeste a través de la Polonia azotada por la peste, llevándose consigo al rey polaco abandonado, así como a su corte y esposa. Contra la voluntad del rey prusiano, cuyas tropas fueron ocupadas en la guerra de sucesión española, cruzaron a través de la Nueva Marcha Prusiana y Prusia Pomerania para llegar a Damm en Pomerania sueca con el ejército principal y la frontera sueca cerca de Wollin, Goleniów y Gryfino con unidades más pequeñas el 21 de octubre. Krassow, que en su marcha fue seguido y vigilado por funcionarios prusianos, negó haber infectado soldados en su cuerpo cuando se enfrentó a sospechas. En una reunión con el funcionario prusiano Scheden, justificó su elección de marchar a través de los infectados y probablemente infectó a Gollnow respondiendo que Gollnow no estaba infectado en absoluto, y que la situación en Damm sería tratada mediante la creación de un corredor militar a través de la ciudad que separa el ejército de los habitantes; Horn, del cuerpo de Krassow, agregó informes de que en Damm, después de la muerte de 500 personas, ninguno de los 400 habitantes restantes había muerto durante tres semanas.
Contrariamente a las garantías de Krassow, parte de su cuerpo estaba infectado con la peste, y la retirada de los territorios polacos infectados se llevó a cabo en desorden. Según Zapnik (2006), "hordas de soldateska desenfrenadas, sin suministros adecuados e impulsadas por el miedo a la persecución de sus adversarios, se comportaron de una manera más parecida a su tratamiento del territorio enemigo cuando habían entrado en Pomerania sueca".
Además de Damm, y Stettin, donde murieron 2.000 personas, la peste de 1709 a 1710 arrasó Pasewalk, matando al 67% de sus habitantes, Anklam, y Kammin en Pomerania sueca y Białogard en Prusia Pomerania. De 1710 a 1711 la plaga afectó a Stralsund, Altentreptow, Wolgast que perdió el 40% de sus habitantes, y Wollin, todos en Pomerania sueca, así como Stargard y Banie en Prusia Pomerania y Prenzlau al otro lado de la frontera con Brandeburgo (todo en 1710). En 1711, la peste se extendió a Greifswald.

### Lituania, Livonia, Estonia
En los años 1710 y 1711, 190 000 personas fueron infectadas la mitad de las cuales murieron. La principal ciudad lituana, Vilna sufrió de la peste de 1709 a 1713. Entre 23 000 y 33 700 personas murieron en la ciudad en 1709 y 1710; ese número continuó aumentando en los tres años siguientes, cuando muchos de los hambrientos del campo lituano, que fue devastado por el hambre y otras enfermedades, se refugiaron dentro de sus muros.
En la Estonia sueca y la Livonia sueca (ambas capitularon ante el zar ruso en 1710), la cifra de muertos entre 1709 y 1711 fue de hasta el 75% de la población. La ciudad más grande allí era Riga, custodiada por una guarnición de 12 000, que después de la batalla de Poltava fue blanco de las fuerzas del Zarato ruso bajo Boris Sheremetev. Un asedio fue levantado en noviembre de 1709; sin embargo, cuando la plaga estalló en la ciudad en mayo de 1710, pronto se extendió de los acusados a las fuerzas de asedio rusas, haciendo que este último se retirara detrás de un cordón sanitario. Cuando la peste se extendió a Dünamünde sueco aguas arriba en el río Daugava, frustrando las esperanzas de alivio de los acusados de Riga, y la peste y el hambre se generalizaron tanto en la ciudad que sólo 1 500 hombres de la guarnición seguían vivos, el 15 de julio entregaron la ciudad a Sheremétev, quien reportó al zar 60 000 muertes en Riga y 10 000 muertes entre sus propias fuerzas. Mientras que Frandsen (2009) desestima el número de Riga como "probablemente una exageración pesada" y en su lugar da una estimación aproximada de 20 000 muertes al final de la plaga en octubre, número de muertes por peste rusa de Sheremétev parece estar "más cerca de la verdad". Dünamünde se rindió el 19 de agosto, cuando sólo algunos oficiales y 64 soldados sanos y ~ 500 enfermos ordinarios quedaron.
Los contemporáneos creían que la plaga en Riga continuaba porque, cuando las fuerzas rusas levantaron el asedio, la afluencia de aire fresco se arremolinó y distribuyó aún más el mal aire de la peste por toda la ciudad. Algunas medidas rusas, sin embargo, realmente contribuyeron a la propagación de la plaga: Sheremetev permitió que 114 funcionarios del gobierno sueco se fueran a Dünamünde y de allí a Estocolmo con todas sus familias y hogares, llevándose consigo la plaga; También capturaron soldados enfermos fueron enviados a la isla de Saaremaa frente a la costa estonia, mientras que los sanos se integraron en el cuerpo de Sheremetev. Los refugiados de Dünamünde también llevaron la peste a Saaremaa, donde la fortaleza de Kuressaare fue despoblada por la enfermedad.
La principal ciudad de Estonia sueca, Tallin, fue abordada por una fuerza rusa de 5.000 comandada por Christian Bauer en agosto de 1710, y debido a una decisión de los funcionarios locales y nobles, capitularon el 30 de septiembre sin ser realmente atacados. Detrás de sus muros había una población de ~ 20 000 personas en agosto, compuesto por los habitantes regulares, soldados, refugiados y los habitantes de las aldeas circundantes, que habían sido demolidos por los acusados el 18 de agosto. A mediados de diciembre, unos 15 000 de ellos habían muerto a causa de la peste, y el número de habitantes se redujo a 1 990 dentro de las murallas y 200 en las aldeas adyacentes. El resto había huido a otro lugar, o en el caso de las tropas suecas sobrevivientes y algunos ciudadanos, se les había permitido salir en barco después de la rendición, llevando la plaga a Finlandia.

### Finlandia, Gotland y Suecia Central

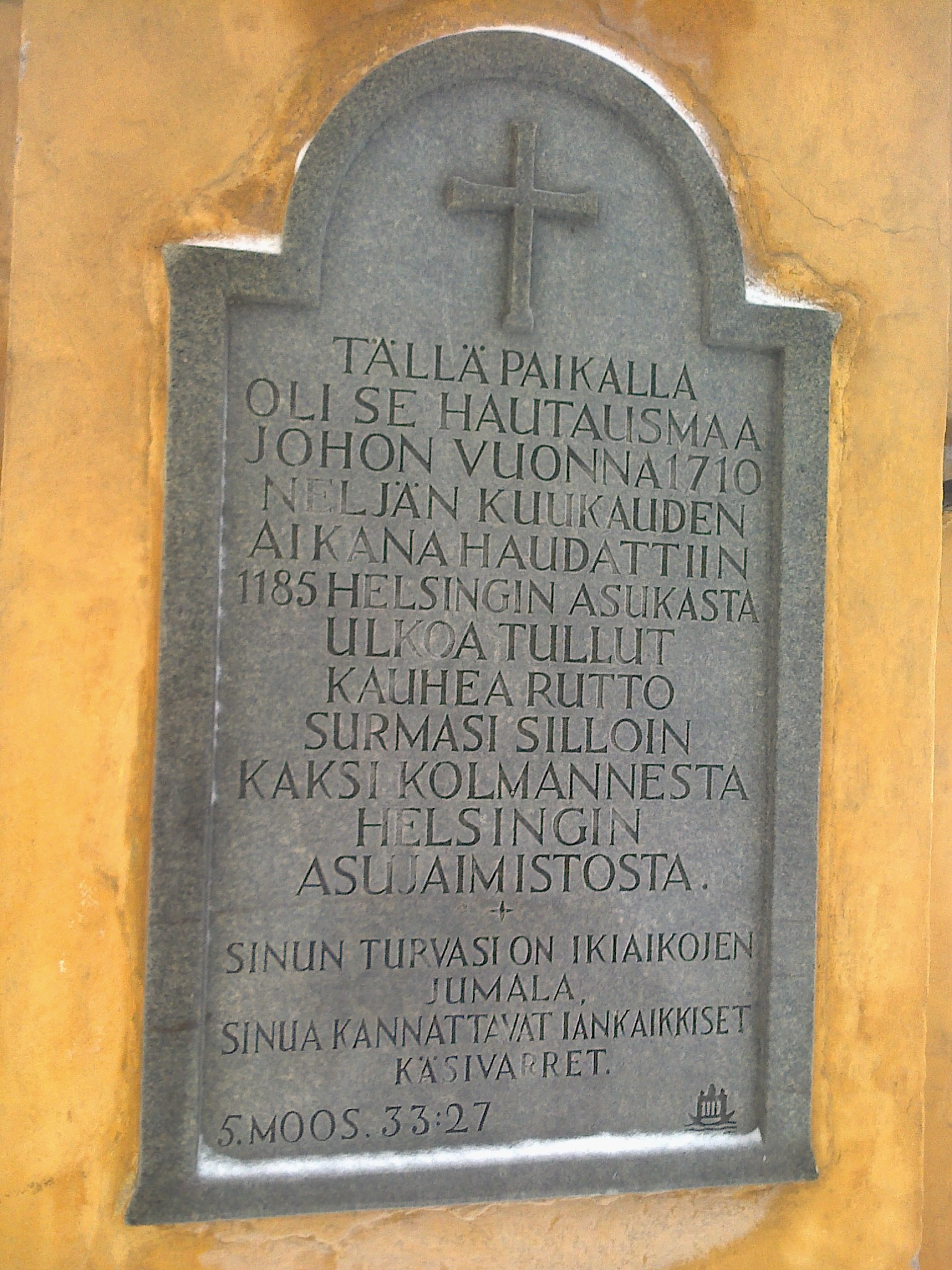
Una placa conmemorativa en la puerta del parque de la Iglesia Vieja en Helsinki. Traducción del texto finlandés: "En este sitio estaba el cementerio donde en 1710, durante cuatro meses, 1185 habitantes de Helsinki fueron enterrados. Un terrible tren, después de haber venido del extranjero, mató a dos tercios de los habitantes de Helsinki. – El Dios eterno es tu refugio y debajo están los brazos eternos. (Deuteronomio 32:27)"

Desde Livonia y Estonia, los refugiados llevaron la plaga a Suecia Central y Finlandia, en ese momento todavía una parte integral de Suecia. En junio de 1710, muy probablemente a través de un barco de Pernau, la plaga llegó a Estocolmo, donde la comisión de salud (Collegium Medicum) hasta el 29 de agosto negó que fuera realmente la plaga, a pesar de que los bubones eran visibles en los cuerpos de las víctimas del barco y en la ciudad. La plaga se extendió en Estocolmo hasta 1711, afectando principalmente a las mujeres (45.3% de los muertos) y a los niños (38.7% de los muertos) en los barrios más pobres fuera del Gamla Stan. De los aproximadamente 55.000 habitantes de Estocolmo, unos 22 000 no sobrevivieron a la peste.
Desde Estocolmo, la plaga de agosto y septiembre de 1710 se extendió a varios otros lugares de Uppland, incluyendo Upsala y Enköping, y a Södermanland. El tribunal fue evacuado a Sala en agosto, el riksråd a Arboga en septiembre. Mientras que en Uppland la enfermedad aparentemente se desvaneció en el invierno, continuó, aunque con menos intensidad, para devastar el campo de Uppland durante todo el año de 1711, infectando por ejemplo Värmdö, Tillinge y la parroquia de Danmark. Desde Uppland, la plaga se extendió hacia el sur. Jönköping perdió el 31% de sus habitantes en 1710 y 1711. Además del "mal aire" (miasma), se creía que los animales transmitían la enfermedad, y se prohibió a las personas mantener animales domésticos dentro de las áreas construidas y se les ordenó matar cerdos callejeros.
En septiembre de 1710, barcos de Tallin llevaron la peste a través del Golfo de Finlandia a Helsinki, donde mató a 1 185 habitantes y refugiados (dos tercios de la población), y Porvoo, donde murieron 652 personas de la ciudad y sus alrededores. Ekenäs y Turku, entonces la ciudad más grande de la costa finlandesa, con una población de 6.000 habitantes, también fueron infectados en septiembre de 1710. 2.000 habitantes y refugiados murieron de la peste en Åbo en enero de 1711. La plaga se extendió hacia el norte y entre 1710 y 1711 infectó las ciudades de Uusikaupunki, Rauma, Pori, Naantali, Jakobstad, Kokkola y Oulu, así como una gran cantidad de comunidades rurales hasta una línea entre Oulu y Kajaani. Como se desconocía la causa real de la peste, las contramedidas incluían vuelo, disección de bubones y la iluminación de enormes incendios para reducir la humedad del aire, lo que se pensaba que reduciría la posibilidad de ser afectado por el "mal aire" de la peste.
La isla de Gotland también se vio afectada por la peste de 1710 a 1712. En su ciudad portuaria de Visby, la plaga se cobró más de 450 muertes, lo que fue aproximadamente una quinta parte de su población.

### Selandia
Ya en 1708, el Politi- och Kommercekollegium danés propuso blindar las islas danesas con un cordón marino sanitaire, con puertos dedicados para la inspección de los barcos entrantes desde el mar Báltico y una estación de cuarentena en Saltholm, una pequeña isla en el estrecho de Øresund entre Copenhague en Selandia y Malmö en Escania. Estas medidas no se aplicaron inmediatamente, ya que la plaga aún no había llegado a la costa báltica. Los días 16 y 19 de agosto de 1709, sin embargo, el rey ordenó la implementación de un plan revisado, y se construyó una estación de cuarentena en Saltholm para mercancías y tripulaciones de barcos que llegaban a Dinamarca desde los puertos infectados de Gdansk y Königsberg, mientras que sus barcos fueron limpiados en Christianshavn; Los comerciantes holandeses que navegaban desde puertos infectados hasta el Mar del Norte debían pagar el peaje del Sund en un barco especial frente a la costa en Elsinor. Cuando la peste no llegó a Dinamarca, sin embargo, Saltholm efectivamente cayó de uso para el 3 de julio de 1710, cuando sólo tres personas quedaron en la estación. El principal problema entonces era más bien la batalla perdida de Helsingborg y el tipo agresivo de tifus que los soldados daneses en retirada llevaban a Selandia desde Escania.
Cuando en el transcurso de la conquista rusa de Livonia los refugiados llevaron la peste a Finlandia y Suecia Central, y en la costa sur del Báltico la plaga había llegado a Stralsund, el consejo preocupado de Lübeck envió cartas de alerta al gobierno danés, que después de un debate que duró del 21 de octubre al 7/8 de noviembre dio lugar a una decisión del gobierno de renovar el requisito de cuarentena. Saltholm iba a ser tripulado y equipado de nuevo, y el requisito de cuarentena se extendió a los buques de otros puertos infectados.
No está claro si en ese momento la peste ya había llegado al puerto de Elsinor, en el noreste de Zelanda, donde se recogieron las cuotas sonoras al entrar en los barcos y donde la comisión sanitaria local informó de una serie sospechosa de muertes, supuestamente a partir de la muerte en la ciudad el 1 de octubre de 1710 de un pasajero holandés que llegaba de Estocolmo. Según Persson (2001), es "difícil determinar si sus casos han sido realmente una cuestión de peste, incluso si el progreso en mis ojos parece muy sospechoso"; mientras que Frandsen (2009) dice que "arriesgaré mi cuello y postularé que la enfermedad en Elsinor en el otoño de 1710 no era la peste, sino (como indican los barberos) una forma de tifus o fiebre manchada".
Sin embargo, no hay dudas sobre el brote de la peste a finales de noviembre de 1710 en la pequeña aldea de Lappen, al norte de Elsinor, poblada por pescadores, transbordadores y pilotos náuticos. La primera muerte atribuida a la peste fue la de la hija de un pescador el 14 de noviembre; el pico de la peste en Lappen ya se alcanzó el 23 de diciembre, y aunque se desvaneció allí en enero de 1711, ya se había extendido o continuado en la vecina Elsinor. Más de 1.800 personas murieron en Elsinor en 1711, o aproximadamente dos tercios de sus ~3.000 habitantes.
A pesar de las precauciones, la peste finalmente se extendió de Elsinor a Copenhague, donde de junio a noviembre de 1711, entre 12.000 y 23.000 personas murieron de una población de ~ 60.000. Sólo el 19 de septiembre el rey decretó que la gente de Zelanda no debe ir a otras regiones danesas sin un pasaporte especial; De hecho, Zelandia siguió siendo la única región danesa con casos de peste, a excepción de Holstein (véase infra).

### Escania y Blekinge
En Escania, la plaga llegó el 30 de noviembre de 1710, cuando un navegante infectado de Västanå regresó a casa de la marina. Escania aún no se había recuperado completamente de la guerra de Escania cuando su población se vio debilitada aún más por una epidemia de sarampión en 1706, un fracaso de cultivos y el estallido de viruela en 1708-1709, una invasión del ejército danés en 1709, la expulsión de este ejército después de la batalla de Helsingborg, seguido de conscripciones en el ejército sueco y un brote de tifus en 1710. Mientras Escania estaba protegida de una infección del norte por un cordón sanitario entre ella y Småland, la plaga llegó por mar y tocó tierra no sólo en Västanå, pero también en enero de 1711 en Domsten en la parroquia de Allerum, donde los lugareños habían ignorado la prohibición de contacto con sus familiares y amigos en el lado danés del estrecho de Øresund, sobre todo en la zona infectada alrededor de Elsinor; el tercer punto de partida para la plaga en Escania fue Ystad, donde el 19 de junio un soldado infectado llegó de Pomerania sueca. La plaga permaneció en Scania hasta 1713, probablemente 1714.
En Blekinge, la plaga llegó en agosto de 1710 a través de movimientos del ejército desde y hacia Karlskrona, la base naval sueca central. A principios de 1712, unos 15.000 soldados y civiles habían muerto no sólo en Karlskrona, sino también en Karlshamn y otras localidades de Blekinge.

### Bremen, Bremen-Verden, Hamburgo y Holstein
En el momento de la Gran Guerra del Norte, el noroeste del Sacro Imperio Romano Germánico era un mosaico con el dominio sueco de Bremen-Verden situado entre las ciudades en su mayor parte autónomas de Bremen y Hamburgo, bordeado al sur por el electorado de Brunswick-Luneburgo, cuyo príncipe elector George Louis se convirtió en rey de Gran Bretaña en 1714, y al norte por el Ducado de Holstein, dividido en Holstein-Glückstadt, gobernado por el rey danés, y Holstein-Gottorp, cuyo duque Carlos Federico, primo y aliado de Carlos XII de Suecia, residió en Estocolmo, mientras que las fuerzas danesas habían ocupado su parte del ducado sólo perturbado por la marcha de Stenbock de Wakenstädt a Tønning en 1713. Hamburgo y Bremen estaban llenos de refugiados de guerra, y Bremen además sufría de una epidemia de viruela que había causado la muerte de 1.390 niños en 1711.
Desde Copenhague, la plaga había infectado varios lugares en Holstein, y aunque no está claro si los barcos daneses la trajeron por primera vez a Friedrichsort, Rendsburg o Laboe, y si Schleswig y Flensburgo fueron infectados por separado se establece que fue el ejército danés el que trajo la plaga a Holstein. Además de los puertos, las ciudades infectadas incluían Itzehoe, Altona, Kropp y Glückstadt, en Kiel, la plaga se limitó al castillo y salvó la ciudad. La plaga también estalló en la vecina Bremen-Verden, cuya capital, Stade, se infectó a principios de julio de 1712 y el 7 de septiembre capituló a las fuerzas danesas que habían entrado en Bremen-Verden el 31 de julio. La plaga, como en la antigua Livonia sueca y Estonia, fue una de las principales razones de la entrega de los acusados.
En la primavera y el verano de 1712, la peste también estalló en Gröpelingen en territorio bremish. El ayuntamiento restó importancia a los casos de peste para no afectar el comercio, sino para crear una comisión de salud y una casa de plagas para medidas de cuarentena. El aislamiento de los infectados no impidió que la plaga se propagara a Bremen, sino que redujo las muertes resultantes, que en 1712 eran "sólo" 56 en Gröpelingen, que tenía una población de 360 habitantes, y 12 en Bremen, que tenía una población de 28 000 habitantes. Sin embargo, la peste regresó a Bremen en 1713, matando a otras 180 personas.
Hamburgo fue golpeada mucho más severamente. Cuando la plaga había llegado a Pinneberg y Rellingen justo al norte del territorio de Hamburgo en el verano de 1712, Hamburgo restringió los viajes a la ciudad, que el rey danés utilizó como pretexto para rodear Hamburgo con sus fuerzas y confiscar buques de Hamburgo en el río Elba, exigiendo 500 000 táleros (más tarde reducidos a 246 000 táleros) para compensar esta supuesta discriminación contra sus sujetos en Altona. 12 000 soldados daneses fueron trasladados ante las puertas de Hamburgo. Cuando la peste estalló en Hamburgo menos de tres semanas después, fue llevada allí desde las tropas danesas por una prostituta de la calle Gerkenshof de Hamburgo, donde de 53 personas 35 cayeron enfermas y 18 murieron. El carril fue bloqueado y aislado; sin embargo, la cuarentena no pudo evitar que la enfermedad se propagara a través de los barrios densamente construidos. Entre los muertos estaba el médico de la peste Majus, que pertenecía a aquellos médicos que llevaban una máscara en forma de pico que contenía una esponja empapada en vinagre para protegerlo contra el miasma. En diciembre, la peste se desvaneció.
En enero de 1713, el ejército sueco de Stenbock marchó a través de Hamburgo e incendió la vecina ciudad de Altona, que en contraste con Hamburgo se había negado a pagar una contribución. En Altona, la plaga había matado a 1.000 personas, entre ellas 300 judíos, mientras que Hamburgo permaneció libre de la peste hasta julio y no acosó a refugiados de Altona. Apenas una semana después de que el ejército sueco hubiera marchado a través de Hamburgo, el ejército ruso dirigido por Pedro el Grande entró en la ciudad. Según Frandsen (2009), el zar "se divertía en Hamburgo mientras sus tropas saqueaban los suburbios".
Cuando en agosto de 1713 la peste estalló de nuevo, era mucho más grave de lo que los habitantes de Hamburgo habían experimentado en 1712, y mientras tanto el ejército danés regresó estableció un cordón sanitario alrededor de la ciudad. El cordón fue supervisado por el mayor von Ingversleben, que había lidiado con la peste en Helsingør, e impidió efectivamente que la plaga se propagara a Holstein de nuevo. Cuando la peste finalmente se desvaneció en Hamburgo en marzo de 1714, ~10,000 personas habían muerto de la enfermedad.

## Estadísticas de mortalidad por región
| Ciudad/Área                      | Años de peste                          | Pico                                    | Habitantes     | Muertes (absolutas)     | Muertes (relativas) | Fuente                                |
| -------------------------------- | -------------------------------------- | --------------------------------------- | -------------- | ----------------------- | ------------------- | ------------------------------------- |
| Gdansk                           | Marzo de 1709 – diciembre de 1709      | Agosto 1709 – septiembre de 1709        | ~50,000        | 24,533                  |                     | Kroll & Gabinsky (recuperado en 2012) |
| Gdansk                           |                                        | 1709                                    | ~50,000        |                         | 50–65%              | Kroll (2006)                          |
| Danzig incluye lugares aledaños  |                                        |                                         |                | 32,599                  |                     | Kroll & Gabinsky (recuperado en 2012) |
| Vilnius                          | 1709–1713                              | 1709–1710                               |                | 23,000–33,700 (1709–10) |                     | Frandsen (2009)                       |
| Königsberg                       | Agosto de 1709 – mediados de 1710      | Octubre 1709 – diciembre de 1709        | 35,000–40,000  | >9.500                  |                     | Kroll & Gabinsky (recuperado en 2012) |
| Königsberg                       |                                        | 1709                                    | ~35,000        |                         | 20–25%              | Kroll (2006)                          |
| Stettin                          | otoño 1709-1711                        |                                         | 11,000–12,000  | 1,650–2,200             |                     | Kroll & Gabinsky (recuperado en 2012) |
| Stettin                          |                                        | 1710                                    | ~11,000        |                         | 15–20%              | Kroll (2006)                          |
| Klaipeda                         | Septiembre 1709 – 1710                 | 1710                                    |                | 1,401                   |                     | Kroll & Gabinsky (consultado en 2012) |
| Tilsit                           | 1710                                   | Junio de 1710 – octubre de 1710         |                | 1883                    |                     | Kroll & Gabinsky (consultado en 2012) |
| Stargard                         | 1710–1711                              |                                         | ~7,000         | 200–380                 |                     | Kroll & Gabinsky (consultado en 2012) |
| Stargard                         |                                        | 1710                                    | ~7,000         |                         | 3–5%                | Kroll (2006)                          |
| Narva                            | Junio de 1710 – finales de 1711        |                                         | ~3,000         |                         |                     | Kroll & Gabinsky (recuperado en 2012) |
| Riga                             | Mayo de 1710 – finales de 1711         |                                         | 10,455         | 6,300–7,350             |                     | Kroll & Gabinsky (consultado en 2012) |
| Riga                             |                                        | 1710                                    | ~10,500        |                         | 60–70%              | Kroll (2006)                          |
| Pernau                           | Julio de 1710 – finales de 1710        |                                         | 3,000          | 1,100–1,200             |                     | Kroll & Gabinsky (consultado en 2012) |
| Pernau                           |                                        | 1710                                    | 1,700          |                         | 65–70%              | Kroll (2006)                          |
| Reval (Tallin) y suburbios       | Agosto de 1710 – diciembre de 1710     |                                         | 9,801          | 6,000–7,646             |                     | Kroll & Gabinsky (consultado en 2012) |
| Reval (Tallin) y suburbios       |                                        | 1710                                    | 10,000         |                         | 55–70%              | Kroll (2006)                          |
| Reval y lugares aledaños         |                                        |                                         |                | 20,000                  |                     | Kroll & Gabinsky (consultado en 2012) |
| Stralsund                        | Agosto 1710 – abril 1711               | Septiembre 1710 – noviembre 1710        | ~6,500–8,500   | 1,750–2,800             |                     | Kroll & Gabinsky (recuperado en 2012) |
| Stralsund                        |                                        | 1710                                    | ~7,000         |                         | 25–40%              | Kroll (2006)                          |
| Estocolmo                        | Julio/agosto de 1710 – febrero de 1711 | Septiembre de 1710 – noviembre de 1710  | ~50,000–55,000 | 18,000–23,000           |                     | Kroll & Gabinsky (consultado en 2012) |
| Estocolmo                        |                                        | 1710                                    | ~55,000        |                         | 33–40%              | Kroll (2006)                          |
| Visby                            | 1710–1711                              |                                         | ~2,000–2,500   | 459–625                 |                     | Kroll & Gabinsky (consultado en 2012) |
| Visby                            |                                        | 1711                                    | ~2,500         |                         | 20–25%              | Kroll (2006)                          |
| Linköping                        | October 1710 – December 1711           | Noviembre de 1710, julio-agosto de 1711 | ~1,500         | 386–500                 |                     | Kroll & Gabinsky (consultado en 2012) |
| Linköping y lugares circundantes |                                        |                                         |                | 1,772                   |                     | Kroll & Gabinsky (consultado en 2012) |
| Helsingør                        | Noviembre 1710 – verano 1711           |                                         | ~4,000         | 862                     |                     | Kroll & Gabinsky (recuperado en 2012) |
| Jönköping                        | Diciembre de 1710-finales de 1711      |                                         | ~2,500         | 872–1,000               |                     | Kroll & Gabinsky (consultado en 2012) |
| Copenhague                       | Junio de 1711 – noviembre de 1711      | Agosto/octubre de 1711                  | ~60,000        | 12,000–23,000           |                     | Kroll & Gabinsky (recuperado en 2012) |
| Copenhague                       |                                        | 1711                                    | ~60,000        |                         | 20–35%              | Kroll (2006)                          |
| Ystad                            | Junio de 1712 – finales de 1712        |                                         | ~1,600–2,300   | 750                     |                     | Kroll & Gabinsky (consultado en 2012) |
| Malmö                            | Junio 1712 – finales de 1712           | Agosto de 1712                          | ~5,000         | 1,500–2,000             |                     | Kroll & Gabinsky (recuperado en 2012) |
| Malmö                            |                                        | 1712                                    | ~55,000        |                         | 30–40%              | Kroll (2006)                          |
| Hamburgo                         | 1712–1714                              | Agosto – octubre de 1711                | ~70,000        | 9000–10,000             |                     | Kroll & Gabinsky (consultado en 2012) |
| Hamburgo                         |                                        | 1713                                    | ~70,000        |                         | 10–15%              | Kroll (2006)                          |

## Monarquía de los Habsburgo y Baviera
Desde Polonia, hubo tres incursiones de la peste en Silesia (entonces perteneciente a la Corona bohemia dentro de la Monarquía de los Habsburgo) en 1708: primero en Georgenberg, transmitida por una carreta a cracovia pero contenida con éxito; luego en Olesno, donde mató a 860 habitantes de 1 700; y también en dos aldeas cerca de Milicz, desde donde se extendió a las tierras cercanas de Syców. Después de la derrota sueca en Poltava en 1709, los refugiados de Polonia, incluyendo parte del cuerpo sueco-polaco de Joseph Potocki cruzaron a las tierras fronterizas silesianas, pero también a sus perseguidores rusos. Esto resultó en la infección de 25 aldeas en el área de Oleśnica y Militsch, y aunque la peste parecía haberse desvanecido en febrero de 1710, golpeó de nuevo y aún más grave desde la primavera de 1710 hasta el invierno de 1711, matando a más de 3 000 habitantes de Oels y muchos aldeanos. En 1712, la plaga cruzó a Silesia por última vez desde el Zduny polaco, infectando el pueblo de Luzin cerca de Oels y matando a 14 personas antes de que desapareciera a principios de 1713. Contemporáneo de la peste, también había una plaga de ganado en Silesia.
La plaga también se extendió a otros territorios de la monarquía de los Habsburgo, aunque no participó en la Gran Guerra del Norte.
Desde los territorios de los Habsburgo, la plaga cruzó al electorado de Baviera, infectando en 1713 también las Ciudades Imperiales Libres Núremberg y Ratisbona ( entonces sede de la Dieta Perpetua).